# Chromosphäre

Aufnahme der Sonne während der totalen Sonnenfinsternis vom 11. August 1999, mit Chromosphäre (rot) und Korona

Die Chromosphäre (griech. Farbhülle) ist die an die Photosphäre anschließende Gasschicht in der Atmosphäre der Sonne. Sie besteht überwiegend aus Wasserstoff und Helium, erstreckt sich bis etwa 2.000 Kilometer über die Photosphäre und geht dann in die Sonnenkorona über.

## Eigenschaften
Ohne optische Hilfsmittel wie spezielle Filter ist die Chromosphäre nur bei totaler Sonnenfinsternis für Sekunden beobachtbar. Sie erscheint dann am Sonnenrand als tief rötliches, nach oben gezacktes Gebilde. Ansonsten wird sie völlig von der Photosphäre überstrahlt.
Die Gasdichte der Chromosphäre nimmt mit der Höhe von 10−11 auf 10−15 g/cm³ ab. Gleichzeitig sinkt die Temperatur von 5800 K an der Photosphäre auf unter 4000 K, bis sie dann in der oberen Chromosphäre wieder auf etwa 10.000 K ansteigt. Innerhalb weniger tausend Kilometer geht die Chromosphäre in eine Übergangsschicht und von dort in die Korona über, die durch bislang unzureichend verstandene Effekte auf 1 bis 2 Millionen Grad aufgeheizt wird.
Wegen ihrer geringen Dichte trägt die Chromosphäre nur unwesentlich zur Gesamtstrahlung der Sonne bei.

## Spikulen
Einige Wissenschaftler bemerkten bei der Sonnenfinsternis 1877 in diesem nur kurz sichtbaren, schmalen Farbsaum zahllose nach oben gerichtete Gasspritzer. Nach ihrer Form wurden sie Spikulen genannt (lat. Spicula = Spitzen, Spieße), ihre Natur blieb aber lange rätselhaft. Sehr anschaulich deutete sie damals ihr Erstentdecker Angelo Secchi SJ von der Vatikansternwarte. Er verglich die Spiculen der Chromosphäre mit den Flammen riesiger Buschfeuer oder einer brennenden Prärie. Die Chromosphäre wachse aus einer gleichmäßigen Unterschicht [Anm.: der Photosphäre] heraus und mache den Eindruck, als ob dauernd Flammen emporschlagen.
Wie erst um 1950 erkannt wurde, sind die "Flammen" extrem schnelle, röhrenförmige Flusskanäle entlang von Magnetfeldern. Sie werden durch heftige Konvektions-Wirbel unter der Photosphäre hervorgerufen, welche die Strahlungshitze aus dem Sonneninneren nach außen transportieren. Die überall hochschießenden Spikulen haben Durchmesser bis 1.000 km und können in wenigen Minuten 10.000 km hoch reichen, fallen aber dann wieder in sich zusammen.

### Hinweis auf Stoßwellen
Obwohl das Kräftespiel der Spikulen im Detail noch unklar ist, hängt es wahrscheinlich mit starken Magnetfeldern und heftigen Stoßwellen zusammen. Ihre Gesamtheit trägt zu der Aufheizung der Chromosphäre und der unteren Koronaschichten bei. Die Temperatur der Gasspritzer liegt wie in der darüberliegenden Korona bei 1–2 Millionen Kelvin.
Der Sonnenforscher Otto Kiepenheuer stellte sich 1957 die ganze (relativ dünne) Chromosphäre als die Gischt des wogenden Photosphären-Ozeans mit seinen ewig emporwallenden Granulations-Strudeln vor. Wie die leichten Spritzer der Meeresbrandung viel höhere Geschwindigkeiten entwickeln als die schweren Wogen des Meeres, sind auch die Spikulen-Spritzer sehr viel rascher als die Strömungsvorgänge in der wesentlich dichteren Photosphäre. Dieses Bild entspricht im Wesentlichen den heute gut berechenbaren Vorgängen an Stoßfronten.